# Lưu Dục (nhà Minh)
Lưu Dục (chữ Hán: 刘昱, ? – 1408), người huyện Vũ Thành , quan viên nhà Minh, tử trận khi trấn áp nhà Hậu Trần tại Việt Nam.

## Cuộc đời và sự nghiệp
Dục ban đầu làm Lại khoa cấp sự trung, được thăng Tả thông chánh, ra làm Hà Nam tham chánh, rồi đổi sang Việt Nam (nhà Minh gọi là Giao Chỉ). Dục tính nghiêm khắc, có tài trị lý, quan dân đều sợ hãi kiêng dè.
Năm Vĩnh Lạc thứ 6 (1408), Dục tử trận khi theo Mộc Thạnh đánh quân Hậu Trần ở sông Thanh Quyết.